# Branscombe
Branscombe – wieś w Anglii, w hrabstwie Devon, w dystrykcie East Devon. Leży 29 km na wschód od miasta Exeter i 230 km na południowy zachód od Londynu.